# Warnachar I.
Warnachar I. († 600) war ein burgundischer Adliger und Hausmeier.
Vermutlich war er fränkischer Abstammung und diente um das Jahr 570 als merowingischer Botschafter in Byzanz. Im Jahr 596 wurde er für Theuderich II. erster Hausmeier im Teilreich Burgund und behielt bis zu seinem Tod im Jahr 600 dieses Amt, das als subreguli oder rectores palatii bezeichnet wurde. Er ist der Vater des späteren Hausmeiers Warnachar II.
Christian Settipani vermutet, dass ein Vorfahre von Warnachar einer der Unterzeichner der Burgundischen Gesetzessammlung (Loi Gombette, Lex Burgundionum) war. Dort unterschrieb ein gewisser Garnier. Durch Lautverschiebung ist zu vermuten, dass es sich um identische Namen handelt.